# Хардингфеле

Хардангерфеле

Хардингфеле (норв. hardingfele) или хардангерфеле (норв. hardangerfele) — норвежская скрипка. Имеет меньший, чем обычная скрипка, размер, более выпуклые деки, более широкий и короткий гриф, 8 либо 9 струн (4 игровые, остальные резонирующие). Несмотря на то, что большинство мелодий исполняется в обычной настройке (G-D-A-E), в Норвегии насчитывается около 40 различных способов настройки, зависящих от характера музыки, а также от местных особенностей определенных областей.
Резонирующие струны соответствуют I, II, III и V ступеням основного лада. Самым старым сохранившимся экземпляром хардингфеле считается скрипка «Ястада», изготовленная в 1651 году Уле Юнсеном Ястадом. К середине 1700-х годов скрипка hardanger стала преобладающим народным инструментом в большой части южных, центральных, и западных побережий Норвегии. Происхождение этого инструмента не вполне понятно. Часто хардингфеле украшены инкрустацией на грифе, корпус расписан узорами.
Как сольный инструмент в ансамбле с симфоническим оркестром хардингфеле впервые использовал Ю. Хальворсен в музыке к пьесе С. Эллегара «Водяной» (Fossegrimen), op. 21.